# حمله به اقیانوس هند
یورش به اقیانوس هند که در ژاپن به آن عملیات سی می‌گویند یک یورش ناگهانی از سوی نیروی دریایی امپراتوری ژاپن بود که در بازهٔ ۳۱ مارس تا ۱۰ آوریل ۱۹۴۲ صورت گرفت. هواگردهای ژاپنی در فرمان چوئیچی ناگومو به کشتی‌ها و تجهیزات دریایی نیروهای متفقین پیرامون سری‌لانکا یورش بردند اما نتوانستن تجهیزات بریتانیایی را مکان‌یابی و نابود کنند. پیش از آغاز عملیات به فرماندهٔ ناوگان خاور دور بریتانیا، سِر جیمز سامرویل هشدار داده شده بود از این رو پیش از یورش ژاپنی‌ها، ناوگان بریتانیا در منطقه جابجا شده بود اما تلاش آنها برای حمله به نیروهای ژاپنی بسیار ضعیف بود.
پس از این رویداد بریتانیایی‌ها انتظار داشتند که ژاپن حمله‌های گسترده‌تری در اقیانوس هند صورت دهد از این رو ناوگان اصلی خاور دور جابجا شد و به شرق آفریقا رفت و محدودهٔ سری‌لانکا دوباره با گروهی دیگر تجهیز شد. فرمانده جیمز سامرویل اما در سمت خود (لشکر A) در محدودهٔ اقیانوس هند باقی ماند تا در صورت انجام عملیات‌های سبک مقاوت کند اما ارتش ژاپن هیچ برنامه ای برای پس از موفقیت در عملیات سی در کوتاه‌مدت نداشت و بعدها هم انجام عملیات تازه غیرممکن شد.